# Ардазиани, Лаврентий Петрович
Лаврентий Петрович Ардазиани (груз. ლავრენტი პეტრეს ძე არდაზიანი; 1815—1870) — грузинский писатель, один из основоположников реалистического направления в грузинской литературе. Наряду с Г. Эристави и Д. Чонкадзе подготовил почву для критического реализма в грузинской литературе.

## Биография
Родился в 1815 году в Тифлисe. Отец его, выходец из крестьян, получил духовное образование и был священником. В 1823 году его отдали в приходскую школу при Тифлисской духовной семинарии, затем он поступил в семинарию. По окончании духовной семинарии, ему удалось устроиться на должность делопроизводителя в управлении Грузинско-Имеретинской губернии.

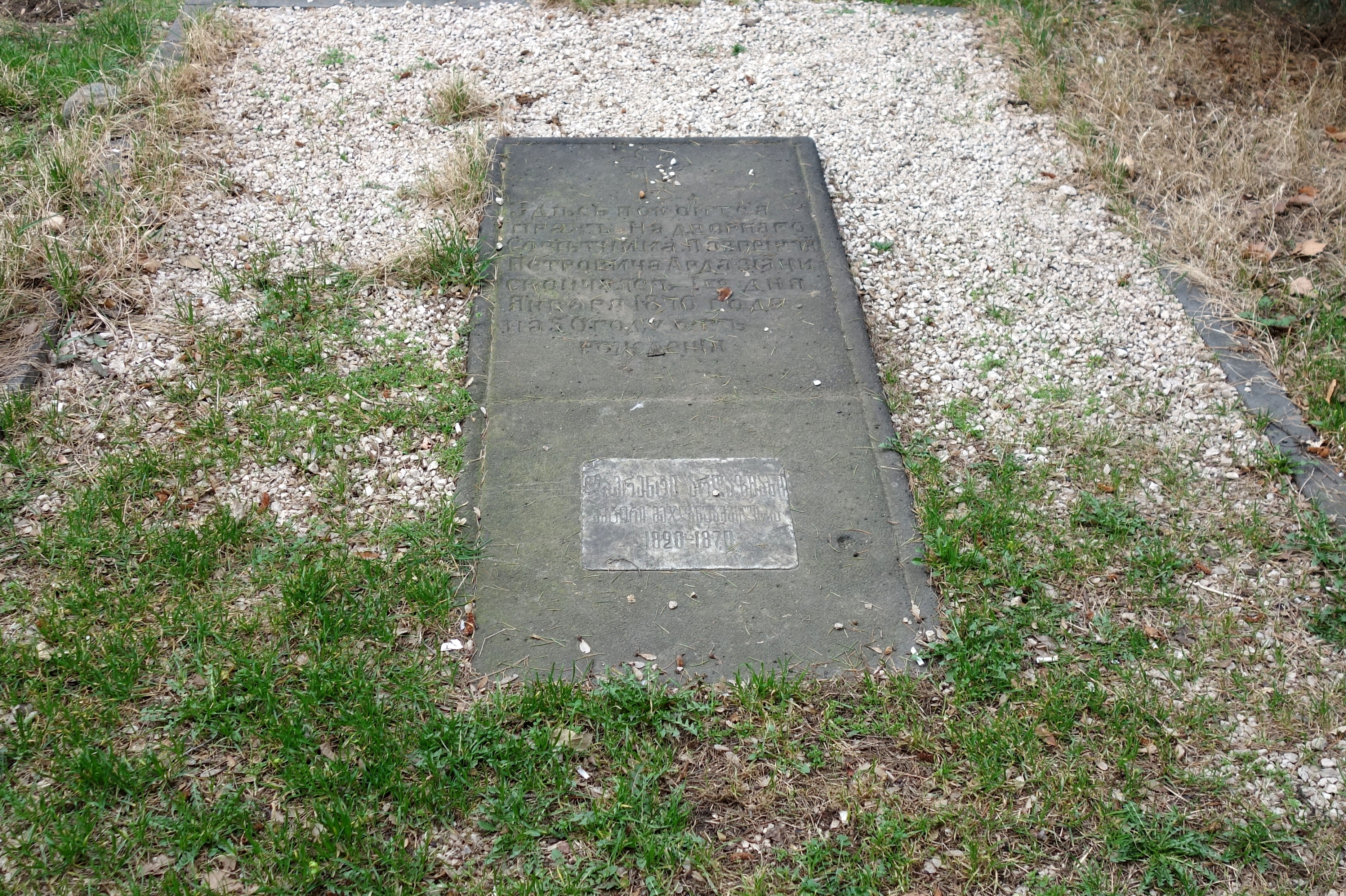
Могила Ардазиани

Затем он перешёл в канцелярию тифлисского генерал-губернатора, а в 1868 году получил место мелкого служащего в тифлисском окружном управлении. Одновременно с этим он сотрудничал в журнале «Цискари». 
Его перу принадлежат несколько публицистических статей, перевод «Гамлета» на грузинский язык. Наиболее значителен его роман «Соломон Исакич Меджгануашвили» (1861), в центре которого ‒ фигура хищника, купца-стяжателя. В книге «Путешествие по тротуарам Тбилиси» (1862) показана жизнь города, издевательства царских чиновников над народом. В романе «Морчили» (Покорый) (1863) писатель рисует жизнь дворянства. В полемических статьях Ардазиани отстаивал передовые идеи «нового поколения», выступал за развитие реалистического направления в грузинской литературе.